# نوید محمدزاده
نوید محمدزاده (زادهٔ ۱۷ فروردین ۱۳۶۵) بازیگر اهل ایران است. نقش‌آفرینی او در فیلم عصبانی نیستم (۱۳۹۲) مورد تحسین منتقدان قرار گرفت و برای آن، نامزد دریافت سیمرغ بلورین بهترین بازیگر نقش اول مرد از جشنوارهٔ فیلم فجر شد. او برای نقش‌آفرینی‌هایش در ابد و یک روز (۱۳۹۴) و بدون تاریخ، بدون امضاء (۱۳۹۵) دو بار موفق به دریافت سیمرغ بلورین بهترین بازیگر نقش مکمل مرد شده است.

## زندگی
نوید محمدزاده در ۱۷ فروردین ۱۳۶۵ در تهران به دنیا آمد. او فرزند دوازدهم خانواده و اصالتاً کُرد و اهل مهران است. محمدزاده در دو-سه سالگی به مهران رفت و تا دوم راهنمایی در آن‌جا ماند.
محمدزاده تئاتر را از آموزشگاه سینمایی هفت هنر کرج، دانشگاه سوره، دانشگاه تهران و دانشگاه سینما و تئاتر آموخت. حمید سمندریان، فرهاد ناظرزاده کرمانی، محمد یعقوبی، و مهتاب نصیرپور از آموزگاران او بودند. او دارای مدرک تحصیلی فوق‌دیپلم عمران است.
وی در سال‌های ۱۳۹۰ و ۱۳۹۱ اجرای قسمت‌هایی از برنامهٔ دوستان را که از شبکهٔ جام جم پخش می‌شد بر عهده داشت.
محمدزاده در سال ۱۴۰۰ با فرشته حسینی ازدواج کرد.

## جوایز و نامزدی‌ها

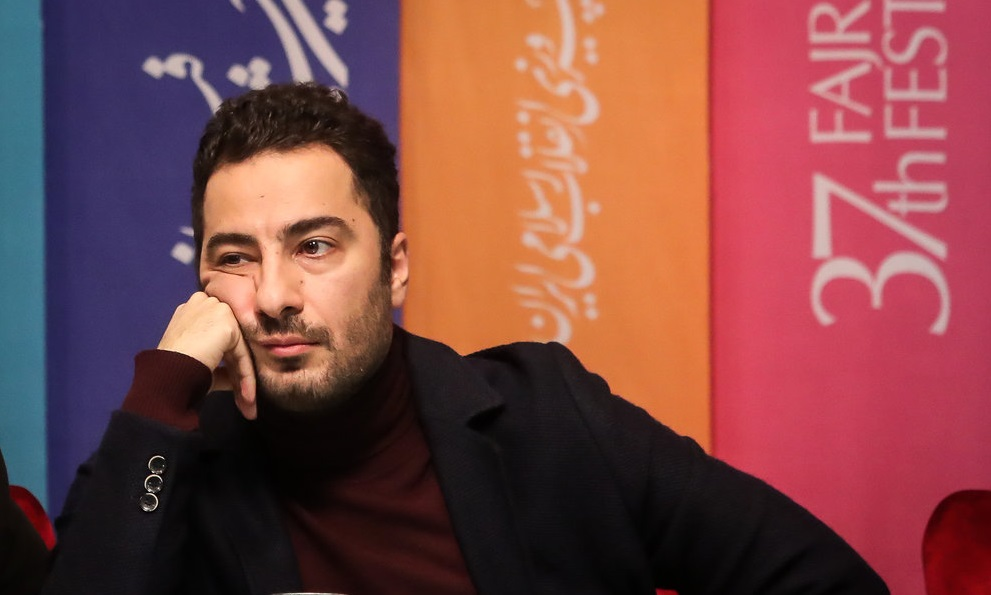
محمدزاده در نشست خبری فیلم سرخپوست در سی و هفتمین دوره جشنواره فیلم فجر، بهمن ۱۳۹۷

نوید محمدزاده، در سی و دومین دورهٔ جشنوارهٔ فیلم فجر با کسب آرای داوران به عنوان بهترین بازیگر نقش اول مرد برای کسب سیمرغ بلورین انتخاب شد. اما به علت فشار گروه‌هایی خارج از سینما فیلم عصبانی نیستم از بخش مسابقه خارج و جایزه به رضا عطاران اهدا شد. نوید در برنامه اینترنتی ۳۵ اعلام کرد که این اتفاق تلخ‌ترین اتفاق در زندگی هنریش بوده است.
محمدزاده، برای بازی در فیلم ابد و یک روز در سی و چهارمین جشنوارهٔ فیلم فجر موفق به دریافت سیمرغ بلورین بهترین بازیگر نقش مکمل مرد و در شانزدهمین جشن دنیای تصویر نیز موفق به دریافت تندیس زرین بهترین بازیگر نقش مکمل مرد گردید. وی برای بازی در فیلم ناهید جایزهٔ بهترین بازیگر مرد جشنوارهٔ بین‌المللی براتیسلاوا ۲۰۱۵ را دریافت کرده است. همچنین در سی و پنجمین جشنوارهٔ فیلم فجر سیمرغ بلورین بهترین بازیگر نقش مکمل مرد را برای فیلم بدون تاریخ بدون امضاء از آن خود نمود. نوید محمدزاده این جایزه را سومین سیمرغ خود دانست (اشاره به سیمرغ اهدا نشده فیلم عصبانی نیستم).
http://www.labiennale.org/en/news/official-awards-74th-venice-film-festival%7Cعنوان=OFFICIAL
او در بیستمین دورهٔ جشن بزرگ سینمای ایران، دیپلم افتخار و تندیس زرین «بهترین بازیگر نقش مکمل مرد» برای بازی در فیلم «بدون تاریخ، بدون امضاء» را دریافت کرد.
وی در بیست و یکمین جشن سینمای ایران برندهٔ تندیس بهترین بازیگر اول نقش مرد برای فیلم «سرخ‌پوست» شد.

### اهدای جایزهٔ سینمایی به بازماندگانزلزله کرمانشاه
نوزدهمین دورهٔ جشنوارهٔ بین‌المللی فیلم براتیسلاوا در کشور اسلواکی برندگان خود را اعلام کرد و نوید محمدزاده برای بازی در فیلم «بدون تاریخ، بدون امضاء» موفق به کسب جایزهٔ بهترین بازیگر مرد این رویداد سینمایی شد. وی در جشنوارهٔ آسیا پاسیفیک ۲۰۱۷ جایزهٔ بهترین بازیگر مرد را برای فیلم بدون تاریخ بدون امضا دریافت کرد.
او ضمن تشکر از برگزارکنندگان جشنوارهٔ فیلم براتیسلاوا که برای دومین بار او را به عنوان برنده جایزهٔ بهترین بازیگر مرد این رویداد سینمایی معرفی می‌کنند، جایزه اش را به بازماندگان زلزله۷٫۳ ریشتری در کرمانشاه تقدیم کرد.
| سال  | اثر نامزدشده           | دسته                       | نتیجه    | منابع |
| ---- | ---------------------- | -------------------------- | -------- | ----- |
| ۱۳۹۲ | عصبانی نیستم!          | بهترین بازیگر نقش اول مرد  | نامزدشده |       |
| ۱۳۹۴ | خشم و هیاهو            | بهترین بازیگر نقش اول مرد  | نامزدشده |       |
| ۱۳۹۴ | ابد و یک روز           | بهترین بازیگر نقش مکمل مرد | برنده    |       |
| ۱۳۹۵ | بدون تاریخ، بدون امضاء | بهترین بازیگر نقش مکمل مرد | برنده    |       |
| ۱۳۹۶ | مغزهای کوچک زنگ‌زده     | بهترین بازیگر نقش اول مرد  | نامزدشده |       |
| ۱۳۹۷ | سرخ‌پوست                | بهترین بازیگر نقش اول مرد  | نامزدشده |       |
| ۱۳۹۷ | متری شیش و نیم         | بهترین بازیگر نقش مکمل مرد | نامزدشده |       |

| سال  | اثر نامزدشده           | دسته                       | نتیجه    | منابع |
| ---- | ---------------------- | -------------------------- | -------- | ----- |
| ۱۳۹۵ | ابد و یک روز           | بهترین بازیگر نقش مکمل مرد | نامزدشده |       |
| ۱۳۹۶ | لانتوری                | بهترین بازیگر نقش اول مرد  | نامزدشده |       |
| ۱۳۹۷ | بدون تاریخ، بدون امضاء | بهترین بازیگر نقش مکمل مرد | برنده    |       |
| ۱۳۹۷ | خفه‌گی                  | بهترین بازیگر نقش اول مرد  | نامزدشده |       |
| ۱۳۹۷ | عصبانی نیستم!          | بهترین بازیگر نقش اول مرد  | نامزدشده |       |
| ۱۳۹۸ | سرخ‌پوست                | بهترین بازیگر نقش اول مرد  | برنده    |       |
| ۱۳۹۸ | مغزهای کوچک زنگ‌زده     | بهترین بازیگر نقش اول مرد  | نامزدشده |       |

| سال  | اثر نامزدشده           | دسته                       | نتیجه    | منابع |
| ---- | ---------------------- | -------------------------- | -------- | ----- |
| ۱۳۹۳ | عصبانی نیستم!          | بهترین بازیگر نقش اول مرد  | برنده    |       |
| ۱۳۹۵ | ابد و یک روز           | بهترین بازیگر نقش مکمل مرد | برنده    |       |
| ۱۳۹۶ | بدون تاریخ، بدون امضاء | بهترین بازیگر نقش مکمل مرد | نامزدشده |       |
| ۱۳۹۷ | مغزهای کوچک زنگ‌زده     | بهترین بازیگر نقش اول مرد  | برنده    |       |

| سال  | اثر نامزدشده           | دسته                   | نتیجه    | منابع |
| ---- | ---------------------- | ---------------------- | -------- | ----- |
| ۱۳۹۵ | ابد و یک روز           | بهترین بازیگر مرد      | برنده    |       |
| ۱۳۹۶ | لانتوری                | بهترین بازیگر مرد      | برنده    |       |
| ۱۳۹۷ | بدون تاریخ، بدون امضاء | بهترین بازیگر مرد      | نامزدشده |       |
| ۱۳۹۸ | مغزهای کوچک زنگ‌زده     | بهترین بازیگر مرد      | برنده    |       |
| ۱۳۹۹ | سرخ‌پوست                | بهترین بازیگر مرد      | برنده    |       |
| ۱۴۰۰ | قورباغه                | بهترین بازیگر مرد درام | نامزدشده |       |
| ۱۴۰۲ | آکتور                  | بهترین بازیگر مرد درام | نامزدشده |       |

### جوایز دیگر
- برنده بهترین بهترین بازیگر مرد از جشنواره بین‌المللی فیلم براتیسلاوا برای فیلم ناهید ۲۰۱۵
- برنده جایزهٔ بهترین بازیگر مرد از هفتاد و چهارمین جشنواره فیلم ونیز (بخشِ افق‌ها) برای فیلم بدون تاریخ، بدون امضاء ۲۰۱۷
- نامزد جایزهٔ بهترین بازیگر مرد از جشنواره فیلم آسیا پاسیفیک فیلم عصبانی نیستم ۱۳۹۳
- برنده جایزهٔ بهترین بازیگر مرد برای فیلم ابد و یک روز از اولین جشن روزنامه سینما
- برنده جایزهٔ ویژه بهترین بازیگر مرد از یازدهمین دورهٔ جوایز سینمایی آسیا پاسفیک برای فیلم بدون تاریخ، بدون امضا ۱۳۹۶
- برنده جایزهٔ بهترین بازیگر مرد از نوزدهمین دورهٔ جشنوارهٔ فیلم براتیسلاوا (بخش مسابقه بین‌المللی) برای فیلم بدون تاریخ، بدون امضا ۱۳۹۶
- برنده جایزهٔ بهترین بازیگر مرد سال از نخستین دورهٔ آکادمی سینماسینما برای فیلم بدون تاریخ، بدون امضا ۱۳۹۷
- برنده جایزهٔ بهترین بازیگر مرد از سومین دورهٔ جشنوارهٔ بین‌المللی فیلم سلیمانیه برای فیلم بدون تاریخ، بدون امضا ۱۳۹۷
- برنده جایزهٔ بهترین بازیگر مرد از جشنوارهٔ شب‌های تالین برای فیلم مغزهای کوچک زنگ‌زده۱۳۹۷